# Ibn Zuhr
Abū Merwān ’Abdal-Malik ibn Zuhr, i västerlandet kallad Avenzohar, född 1091, död 1162, var en arabisk läkare.
Ibn Zuhr tjänstgjorde liksom sin far som läkare vid almoraviderhovet i Sevilla. Hans almoraviderregenten Ibrahim ibn Yusuf tillägnade arbete trycktes i Basel 1618 under titeln De regimine santialis. Ibn Zuhr gick senare i almohadernas tjänst liksom sonen Muhahammad ibn Zuhr (död 1199), som var livmedikus åt Jakub al-Mansur och följde denne till Marocko.